# ОШ „Јован Јовановић Змај” Панчево
ОШ „Јован Јовановић Змај” је најстарија основна школа у Панчеву. Саграђена је 1890. године и под заштитом је Завода за заштиту споменика. Налази се у улици Змај Јовина 3.
Име је 1952. године добила по Јовану Јовановићу Змају, песнику и лекару који је један период живота провео у Панчеву. Познати бивши ученици школе су Маша Дакић, Душан Борковић и Јелена Ангеловски.

## Историјат
Зграда је сазидана 1894. године као мушка грађанска школа (са по четири разреда), трговачка школа (са структуром ниже и више средње трговачке школе), а од 1924. године отвара се и трговачка академија. Број је тада износио од 24 до 25 ученика по једном разреду. Међу предметима који су се изучавали били су: веронаука, природне и друштвене науке. Од свог настанка школа је допринела целокупном развоју просвете и културе у Панчеву.
Садашње име школе добија 24. октобра 1952. године са циљем да се на овај начин ода почаст и сећање на период живота који је Јован Јовановић Змај провео у Панчеву. Истовремено, мото школе је Змајев стих:
„Учимо се време нам је,

У младости све се мили,

Свака клица даће плода

Кад будемо остарили”.

## Школе партнери будућности
Од септембра 2013. године школа учествује у пројекту немачке амбасаде „Школе партнери будућности”, у сарадњи са Министарством спољних послова Немачке и Министарством просвете Србије. Од септембра 2018. године школа спроводи пројекат под покровитељством Гете института из Београда. Организује посебан програм обуке ученика како би на крају основног образовања полагали испит за DSD диплому из немачког језика на нивоу А1/А2 по стандардима Европске уније, о трошку Гете института.
Први испит на нивоу А1 одржан је 7. децембра 2018. године, а А2 априла 2019. у просторијама школе. На основу успеха се бирају два ученика школе који имају прилику да добију стипендију, односно боравак у Немачкој на курсу језика у трајању од три недеље током лета.
Овај програм се на захтев ученика наставља у гимназији „Урош Предић”. Учионица за немачки језик је дигиталну таблу, која се користи за наставу, добила на поклон од немачке организације. Од Гете института је добила новчану стипендију у вредности од 500 евра за опремање учионице за немачки језик.

## Догађаји
Школа се налази у самом центру и старом језгру Панчева, у непосредној близини разноликих културних установа међу којима су Народни музеј, Културни центар, Галерија савремена уметности, Градска библиотека, Музичка школа „Јован Бандур”, Дом омладине, Историјски архив и други. Организују посете наведеним институцијама и наставу у природном окружењу.
Неки од догађаја основне школе „Јован Јовановић Змај”:
- Дан школе[1]
- Дан матерњег језика[5]
- Дан љубазности[5]
- Дан толеранције[5]
- Дан писања писама[5]
- Дан бундева[5]
- Дан примирја у Првом светском рату[5]
- Дани европске културне баштине[5]
- Европски дан језика[5]
- Светски дан здраве хране[5]
- Светски дан борбе против сиромаштва
- Светски дан домаћих животиња[5]
- Дечија недеља[5]
- „Читајмо гласно”[5]
- „Мале олимпијске игре”[5]
- Међународни дан борбе против вршњачког насиља[5]
- Међународни дан људских права[5]
- Међународни дан школских библиотекара[5]
- Ликовни конкурс „Ово је моја Србија”[5]
- Пројекат „Из семена, настаје нова биљка”[5]
- Спортски сусрети са другим школама[1]
- Школске приредбе у сали Културног центра Панчева[1]
- Такмичења у шаху, плесу, пливању, атлетици, рукомету, кошарци, веслању[1]
- Учешће у активности које организује регионални центар за таленте „Михајло Пупин”[1]
- „Змајоскоп”, пројекција и снимање филмова у школи, које одаберу ученици[1]
- Изложба кућних љубимаца, ликовних и литерарних радова[1]
- Манифестација „Покажи шта знаш”[1]
- Манифестација „Мај месец математике”[5]
- Манифестација „Математика из Теслиног дворишта”[5]
- Манифестација „Чаролије хемије”[5]
- Манифестација „Радост Европе”[5]
- Радионица „Другарима на дар”[5]
- Посете Сајму књига, Сајму спорта и Фестивалу науке[1]
- Хуманитарни новогодишњи и божићни базар[5]
- Учешће на Међународном дечјем карневалу у Ријеци[1]
- Учешће на Панчевачком карневалу[1]

Филм „Мали чувари планете”, који су ученици режирали и снимили за Бијенале уметничког дечијег израза „Мале лудости — велике мудрости” 2021. у категорији „Екологија” освојио је другу награду.